# Salu Digby
Salu Digby, también conocida como Shrinking Violet, Violet y Atom Girl, es una superheroína que aparece en DC Comics, principalmente como miembro de la Legión de Super-Héroes en los siglos 30 y 31. Ella es del planeta Imsk y tiene el poder de reducirse a un tamaño diminuto, al igual que todos los nativos de Imsk.

## Historial de publicaciones
Shrinking Violet apareció por primera vez en Action Comics #276, y fue creada por el escritor Jerry Siegel y el artista Jim Mooney.

## Biografía ficticia

### Hora cero

#### Pre-Hora cero
En la continuidad original pre-Hora Cero, ella fue la decimotercera persona en unirse a la Legión de Super-Héroes. Apareció por primera vez en Action Comics #276 (1961). Probó para ser miembro al mismo tiempo que Sun Boy y Bouncing Boy. En esa misma prueba, Supergirl y Brainiac 5 se unieron a la Legión. Shrinking Violet se unió a la Legión más tarde, al igual que sus compañeros Sun Boy y Bouncing Boy. A pesar de su timidez, Shrinking Violet, conocida como Vi por sus compañeros de equipo, fue una legionaria ejemplar. Ella se involucró sentimentalmente con Duplicate Boy de los Héroes de Lallor.
Años más tarde, ella fue secuestrada por radicales nativos de Imsk. Fue reemplazada en la Legión por Yera, una actriz de Durlan que usó sus habilidades nativas de cambio de forma para asumir la identidad de Violet. El líder adjunto de la Legión, Element Lad, y el enlace de la Policía Científica, Shvaughn Erin, comenzaron a sospechar de la falsa Violet cuando Yera, que vestía la forma de Violet, de repente se enamoró de Colossal Boy, quien estuvo enamorada no correspondida de la verdadera Violet durante años. La farsa de Yera fue expuesta y la verdadera Violet fue rescatada. Después de recuperarse del trauma de su secuestro, Violet reanudó su carrera en la Legión. De personalidad más cínica, se volvió decididamente agresiva en su trato con los criminales. Con el tiempo, se convirtió en la legionaria femenina más hábil en el combate cuerpo a cuerpo (con la excepción de Dream Girl).
Después de regresar al servicio activo, Violet rompió con Duplicate Boy cuando se enteró de que, aunque había descubierto el secreto de Yera unos meses antes, no se lo había dicho a nadie ni había tratado de rescatarla. Más tarde tuvo una relación romántica a corto plazo con su compañero legionario Sun Boy.
Durante la historia de "Cinco años después", se insinuó fuertemente (pero nunca se declaró explícitamente) que ella entró en un romance lésbico con otra compañera de equipo, Lightning Lass. Después de la desintegración de la Legión a raíz de la era escrita por Paul Levitz, Violet regresó a Imsk y fue reclutada para luchar en una guerra contra Braal, el planeta natal de su compañero legionario Cosmic Boy. Esto terminó con la "Batalla de la Bahía de Venado", durante la cual se encontró salvando a un Cosmic Boy gravemente herido de sus propios camaradas; él, delirando de dolor, no la reconoció, y le atacó la cara, destrozándole el ojo derecho y dejándola con una larga cicatriz en el rostro. Los dos se reconciliaron más tarde y, aunque le repararon el ojo, decidió conservar su cicatriz como recordatorio.
Antes del reinicio de Legion, una de las piernas de Violet se desintegró y posteriormente se reemplazó por una artificial.
En la historia de "Legion on the Run", ella operaba bajo el alias Virus, como líder de la Legión.
Durante la "Brecha de cinco años" que siguió a las Guerras Mágicas, la Tierra cayó bajo el control encubierto de los Dominadores y se retiró de los Planetas Unidos. Unos años más tarde, los miembros del altamente clasificado "Batch SW6" de los Dominators escaparon del cautiverio. Originalmente, Batch SW6 parecía ser un grupo de clones de legionarios adolescentes, creados a partir de muestras aparentemente tomadas justo antes de la muerte de Ferro Lad a manos del Sun-Eater. Más tarde, se reveló que eran duplicados de la paradoja del tiempo, tan legítimos como sus homólogos más antiguos. Después de que la Tierra fuera destruida en un desastre que recuerda la destrucción de Krypton más de un milenio antes, unas pocas docenas de ciudades supervivientes y sus habitantes reconstituyeron su mundo como Nueva Tierra. Los legionarios SW6, incluida su versión de Shrinking Violet, permanecieron. Las historias de "Cinco años después" se borraron de la corriente principal cuando la Hora Cero restableció la continuidad.

#### Post-Hora Cero
Violet originalmente se unió a la Legión (como Shrinking Violet). En la competencia final para convertirse en representante de Imsk, uno de los otros concursantes, Micro, asesinó al tercer finalista, Ion. Después de detener a Micro, Vi fue aceptada con gratitud en la Legión y, a pesar de su timidez crónica, rápidamente se hizo amiga cercana de la extrovertida Kinetix que se unió al mismo tiempo y que la empujó a ser más extrovertida. Poco después de que la Kinetix sin poder partiera en busca de nuevos artefactos de poder, Violet se encontró con el Ojo Esmeralda de Ekron. Al seducirla, gradualmente permitió que Vi se volviera más extrovertida de la forma en que deseaba ser hasta el punto en que fue elegida líder de la Legión.
Mantener el Ojo en secreto después de que la Kinetix con poderes místicos regresara (habiendo sido enviado a buscar el Ojo) resultó mortal. Inocentemente, deseaba que a todos los legionarios se les concedieran los deseos de su corazón. Desafortunadamente para Leviathan, su deseo era una muerte heroica que el Ojo dispuso rápidamente. Después de haber estado enamorada de él durante mucho tiempo, estaba desconsolada por su muerte y reveló abiertamente el poder del Ojo en un intento de revivirlo al obligar a los legionarios a emprender una búsqueda en toda la galaxia de un medio de resurrección.
Solo después de haber rehecho la Legión, así como la Tierra, a la imagen del Ojo y varios legionarios liberados accidentalmente intentaron detenerla, se dio cuenta de que todo había ido demasiado lejos; luego ordenó al Ojo que "retrocediera el tiempo". Maliciosamente, el Ojo aprovechó la oportunidad para enviar a la mitad de la Legión mil años al pasado, mientras llevaba a la propia Violet al espacio profundo para intentar continuar con el lavado de cerebro de su anfitrión. Allí, sintió que su maestro anterior, Mordru (uno de los pocos seres capaces de usarlo contra su voluntad) había vuelto a despertar. En este punto, Violet y el Ojo se habían fusionado, siendo el Ojo el anfitrión dominante. Esta unión se llamó Veye.
Después de que fue liberada del Ojo y Mordru fue derrotado, Violet de repente se encontró con los poderes de Leviathan además de los suyos. Desde entonces, ha alternado entre usar el nombre en clave LeViathan en homenaje a él y simplemente ser conocida como Violet.

### Continuidad de "Threeboot" (2004-2009)
En esta continuidad, Shrinking Violet también se conoce como Atom Girl, un mito para todos menos para los miembros fundadores de Legion. La segunda ola de legionarios la consideró una broma, hasta que Brainiac 5 la reveló en la batalla contra Elysion de Terror Firma. Ella dice que estaba explorando el microverso de Brainiac 5 y simplemente perdió la noción del tiempo. Invisible Kid usó su nombre como un encubrimiento para ocultar sus huellas mientras espiaba a Brainiac 5. Posteriormente, agredió a Invisible Kid y después de suspenderlo sobre la ciudad, lo perdonó. Parece que le gusta bastante la imagen que esto le da de estar un poco loca. Ella es ferozmente leal a Brainiac 5. Atom Girl reacciona de forma exagerada a los comentarios sobre su tamaño y parece sentirse herida por parecer pequeña a los ojos de los otros legionarios, y parece incapaz de manejar el fracaso, ya que su fachada áspera solo oculta problemas subyacentes de autoimagen. 

### Post-Crisis Infinita
Los eventos de la miniserie Crisis Infinita aparentemente han restaurado la continuidad de un análogo cercano de la Legión Pre-Crisis, como se ve en el arco argumental "The Lightning Saga" en Justice League of America y Justice Society of America, y en el arco de la historia de "Superman and the Legion of Super-Heroes" en Action Comics. Shrinking Violet está incluido en su número.
En esta continuidad, que es básicamente una versión de la Legión "original" sin todos los retcons y la manipulación de la línea de tiempo, Shrinking Violet todavía está en desacuerdo con Yera Allon, quien se unió a la Legión como Chameleon Girl. Se revela que su relación con Lightning Lass de Cinco Años Después se había incorporado a la continuidad principal y son una pareja de lesbianas.

## Poderes y habilidades
Como Shrinking Violet o Violet, Salu Digby tiene la capacidad de variar su tamaño. Originalmente, solo puede encogerse (hasta tamaños subatómicos, si es necesario). En el reinicio post-hora cero, el Ojo Esmeralda le otorgó el poder de Leviathan para crecer también en tamaños gigantes. Pero como Violet, Salu posee experiencia en espionaje y combate sin armas.

## Equipo
Como miembro de la Legión de Super-Héroes, se le proporciona su propio anillo de vuelo de la Legión. Le permite volar tanto en el vacío del espacio como en otros entornos peligrosos, y además fue modificado por Brainiac 5 para cambiar de tamaño junto a ella.

## En otros medios
Shrinking Violet aparece en Legion of Super Heroes, con la voz de Kari Wahlgren. Inicialmente es un personaje secundario en la temporada 1, pero tiene un papel más destacado en la temporada 2. En "Chained Lightning", ella usa sus habilidades en transneuralplotonics para construir una prótesis de brazo para Lightning Lad y, además, se acerca más a Brainiac 5, aunque la naturaleza de su relación nunca se aclara. En el episodio "Message in a Bottle", ella es parte de un escuadrón que va a la ciudad embotellada encogida de Kandor para detener a Brainiac.